# 全日本かるた協会
一般社団法人全日本かるた協会（ぜんにほんかるたきょうかい）は、小倉百人一首を使用したスポーツ競技である競技かるた大会の開催などを行う法人。

## 目的及び事業

### 目的
小倉百人一首かるた大会等の開催、 小倉百人一首に関する調査研究等を通じて小倉百人一首の普及振興を図り、 もって日本文化の普及発展に寄与することを目的とする。

### 事業
- 小倉百人一首かるた大会の開催及び支援
- 小倉百人一首かるたの段位認定
- 小倉百人一首に関する調査研究
- 小倉百人一首に関する講演会、講習会等の開催
- その他目的を達成するために必要な事業

## 沿革
- 1954年　全日本かるた協会が結成される。
- 1955年　第1回名人戦を靖国神社にて開催（毎日新聞社後援）。
- 1957年　第1回クイーン戦を開催。日本かるた連盟と合同し、かるた競技の統一団体になる。
- 1963年　第1回全国職域学生かるた大会を開催。
- 1979年　第1回全国高校選手権大会を開催。
- 1996年　社団法人として認可される。
- 2004年　国民文化祭の競技種目として競技かるたが採用される。

## 組織

### 会員
- 正会員（協会の活動に賛同する個人。主に初段以上の有段者）　年会費：5,000円（六段以上の有段者は10,000円）
- 賛助会員（協会の活動を援助する個人）　年会費：3,000円
- 法人賛助会員（協会の活動を援助する法人）　年会費：30,000円

以上のうち、正会員が民法上の社員として、社員総会における議決権を有する。公式大会においてＣ級初段以上のクラスに出場するためには正会員となり年会費を納める必要がある。

### 役員
理事及び監事は、社員総会の決議によって選任する。理事は、互選により会長、副会長、専務理事及び常務理事を定める。

### 歴代会長
- 伊藤秀吉（1954年-1966年）
- 伊藤秀文（1966年-1992年）
- 新木敬治（1992年-2005年）
- 山下義（2005年-2019年）
- 松川英夫（2019年-現任）

## 本部
東京都文京区大塚4丁目39番12号

## 定期発行誌
- かるた展望（協会機関紙）